# Ann Kibor Jelagat
Ann Kibor Jelagat (4 de junio de 1969 en Kenia) es una atleta keniana de alto rendimiento. Su mejor momento fue en el año de 2003 cuando triunfó en los maratones de Praga, Venecia y Milán, llegando a tener un tiempo personal de 2:29:23.

## Triunfos
- Maratón Internacional de Praga: 2003
- Maratón Internacional de Venecia: 2003
- Maratón Internacional de Milán: 2003
- Maratón Internacional de Capri: 2004
- Maratón Internacional de la Ciudad de México: 2007[2]